# Strazeele
Strazeele település Franciaországban, Nord megyében. Lakosainak száma 944 fő (2022. január 1.). Strazeele Flêtre, Merris, Méteren, Pradelles és Vieux-Berquin községekkel határos.

## Népesség
A település népessége az elmúlt években az alábbi módon változott:
| Lakosok száma | 954  | 958  | 974  | 945  | 938  | 948  | 947  | 946  | 944  |
|               | 2013 | 2015 | 2016 | 2017 | 2018 | 2019 | 2020 | 2021 | 2022 |